# Матрона Московска
Света Матрона Московска (световно Матрона Димитријевна Никонова) је руска православна светитељка из 19. века и прве половине 20. века.

## Биографија
Рођена је 22. новембра 1881. године у селу Себино Тулска област. По рођењу је била слепа. Живела је сиромашној сеоској породици било где је била четврто дете. На крштењу је добило име Матрона у част преподобне Матроне Цариградске.
Од раног детињства показивала је дарове прозорљивости и исцељивања. Предвиђала је несреће и упозоравала људе. Као мала ишла је у ходочашће у Кијево-Печерску лавру, Тројице-Сергијеву лавру, Петроград и до других светиња Русије. Посетиле су Кронштат где је упознала Светог Јована Кронштатског.
У седамнаестој години изненада су јој се одузеле ноге. У младости Матрона је предсказала револуцију: „Пљачкаће, рушиће храмове, све одреда ти".
1925. године напустила је родни дом и преселила се у Москву. Пре рата живела је код свештеника Василија и његове попадије Пелагије, док нису ухапшени. Једно време боравила је у бараци од шперплоче. Најдуже је боравила (1942—1949) на Арбату. Боравећи у Москви, Матрона је често одлазила у своје село, или су је звали да помогне некоме, или би се ужелела своје мајке и својих најближих.
У току дана Матрона је примала по педесетак људи који су јој долазили са својим душевним и телесним невољама. Ником није одбијала да пружи помоћ, али је препознавала оне који су јој долазили са злим намерама.
Умрла је 2. маја 1952. године. Сахрањена је 4. маја, по њеној жељи, на Даниловском гробљу, крај цркве „да би могла да слуша службе Божије”.
У недељу православља, 8. марта 1998. године, са благословом Патријарха Московског и целе Русије Алексија II, извршено је обретеније моштију велике подвижнице XX века Блажене матушке Матроне.
Мошти Свете Матроне пренете су у Покровски женски манастир у Москви.

## Канонизација
О животу Матроне зна се пре свега из књиге „Повест о животу блажене старице Матроне”, коју је написала Зинајида Жданова (1917-2007). Синодална комисија је назначила експертну групу која је саставила канонски текст житија блажене Матроне, уклонивши непоуздана и неистинита сведочења. Та верзија житија се тренутно налази на православним сајтовима: „pravoslavie.ru”, „sedmitza.ru”, на сајту Покровског манастира.
15-16. септембра 1997. године, Комисија за канонизацију светих Светог синода Руске православне цркве прегледала је материјале за канонизацију блаженопочивше Матроне Никонове међу месне светитеље Московске епархије, које је представио патријарх Алексије Други, и није нашла препреке за њену месну канонизацију.
Током ноћи 8. марта 1998. године, по благослову патријарха московског и све Русије Алексеја Другог, био је откопан гроб свете Матроне. Њене мошти су пренесене у Даниловски манастир, а затим у Покровски храм Покровског манастира и смештене у сребрни кивот. Приступ моштима је омогућен свакодневно од 7 (недељом од 6) до 20 часова.
2. маја 1999. године Матрона је канонизована као месно поштована светитељка Московске епархије. У октобру 2004. године одржала се њена општецрквена канонизација.
Честице моштију свете Матроне достављене су на поклоњење градовима у Русији: Вологда, Краснојарск, Липецк, Новокузњецк, Перм и др.

## Поштовање
Блажена Матрона Московска је једна од најпознатијих и најпоштованијих светитеља у Русији. Њеним моштима у Покровски храм свакодневно долази око 5 хиљада људи да се поклоне (преко викенда чекање у реду може да потраје чак и до 7-8 сати). У Покровском манастиру се налази и икона Мајке Божије „Избављење оних који гину”, иконописана око 1915. године, са којом се Матрона није растајала до краја живота. У селу Себино постоји извор свете Матроне Московске, освештан 2014. године. 2021. године, поводом 140 година од њеног рођења, тај извор је био посебно уређен, постављена је купола и замењено је старо дрвено степениште новим металним.
Сматра се да се по молитвама свете Матроне дешавају чудеса и исцељења, рачунајући ту и случајеве са неоцрковљеним и неправославним људима. О томе се воде и писмени записи и записују сведочанства. На поклоњење светој Матрони долазе и верници из других градова и других земаља. Чудотворна моћ свете Матроне призната је од целокупне јерархије Руске православне цркве, укључујући патријарха московског и све Русије Кирила, који је позвао све људе да се обраћају светој Матрони, не само за помоћ у решавању животних проблема, већ и за даривање снаге подношења страдања:
Не смемо да заборавимо њен страдални лик и треба да будемо прожети, не само жељом да се ослободимо својих крстова, него и дубоким убеђењем да достојно ношење крста управо и јесте пут ка спасењу. И стога, Матрону треба молити не само за то да она својим молитвама скине са нас наше крстове, исцељујући нас од наших страдања, него и за то да нам буде дата снага да носимо свој крст у славу Божију и на сопствено спасење...

Чудотворна сила Матроне Московске директно је везана с њеним страдањима, с њеним мукама, са њеним ношењем спаситељног крста. И да помогне Господ свима нама, који прибегавамо заступништву свете Матроне и вапимо за њеном помоћи у решавању наших животних проблема, да истовремено испунимо свој ум и своје срце снагом њеног примера, разумевајући колики значај за човека има ношење крста, који је Бог на њега положио.
15. фебруара 2018. године Свети синод Румунске православне цркве укључио је блажену Матрону Московску у свој месецослов.
Са благословом Српске православне цркве у Републици Српској гради се манастир у част Свете Матроне Московске.

## Филмови о светој Матрони
- „Праведна Матрона Московска”, документарни, 2005
- „Богом дана”, документарни, 2014
- „Чудотворка”, серија, играна, са документарним елементима, 2015
- „Долазите код мене као да сам жива”, документарни, 2018
- „Матронин ад и рај”, документарни, 2018
- „Блажена Матрона”, документарни, 2019 (режисер Аркадиј Мамонтов)
- „Марија. спасти Москву”, играни, 2022 (режисер Вера Сторожева)